# Turistická značená trasa 1900
 Turistická značená trasa 1900 je 3,5 km dlouhá modře značená krkonošská trasa Klubu českých turistů v okrese Semily spojující Valteřice se sedlem Křížovky. Její převažující směr je severovýchodní.

## Průběh trasy
Turistická trasa má svůj počátek v centru Valteřic na rozcestí se zeleně značenou trasou 4211 z Jilemnice do Vrchlabí. Trasa stoupá zástavbou obce nejprve k severozápadu, za jejím okrajem se stáčí k severovýchodu a dále pokračuje ve stoupání polní cestou a posléze po asfaltové komunikaci. Zleva míjí vrchol Sovince s dřevěnou rozhlednou a končí v sedle Křížovky na rozcestí se žlutě značenou trasou 7207 z Vrchlabí na Žalý.